# Semjon Solomonowitsch Gerschtein

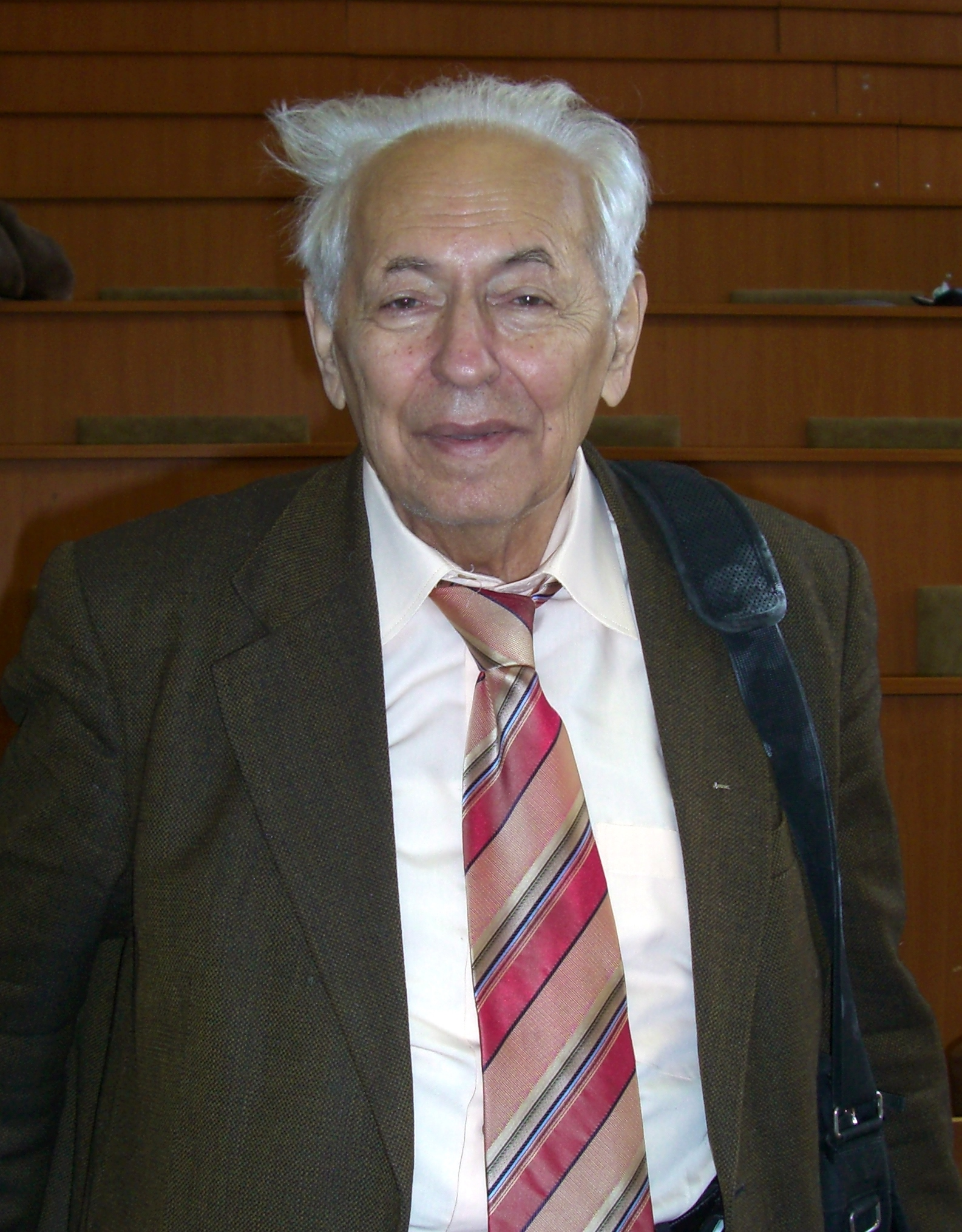
Gerschtein (2011)

Semjon Solomonowitsch Gerschtein (russisch Семён Соломонович Герштейн; englische Transkription Semen/Semyon Solomonovich Gershtein; * 13. Juli 1929 in Harbin, Republik China; † 20. Februar 2023 in Moskau, Russland) war ein sowjetischer und russischer theoretischer Physiker.
Gerschtein studierte an der Moskauer Lomonossow-Universität und wurde nach dem Abschluss 1951 drei Jahre lang, wie damals üblich, als Lehrer aufs Land in die Kaluga-Region geschickt. 1954 kehrte er nach Moskau zurück, konnte aber nur eine Arbeit als Rezensent am Institut für Wissenschaftliche Information finden. Bald darauf wurde er Schüler von Lew Landau und Mitglied von dessen Forschungsgruppe in Moskau. Bei Landau legte er dessen Spezialprüfungen (Theoretisches Minimum) ab. 1958 promovierte er und ging an das Physikalisch-Technische Institut in Leningrad, wo er Kollege von Wladimir Gribow in der Theorieabteilung unter Ilja Schmuschkewitsch war. 1960 war er am Vereinigten Institut für Kernforschung in Dubna (Moskau). 1963 habilitierte er sich (russischer Doktortitel). Er war später Wissenschaftler an der Teilchenbeschleunigeranlage „Serpuchow“ (Forschungsinstitut für Physik der Hohen Energien, IHEP) in Protwino und Professor am Moskauer Institut für Physik und Technologie.
Gerschtein beschäftigte sich mit vielen Bereichen der theoretischen Physik. Zusammen mit Jakow Seldowitsch entwickelte er 1956 unabhängig von Richard Feynman, Murray Gell-Mann, Robert Marshak und George Sudarshan die V-A-Theorie der schwachen Wechselwirkung. Ebenfalls mit Seldowitsch gab er obere Grenzen für Neutrinomassen aus kosmologischen Erwägungen (der beobachteten Expansionsrate des Universums) und schrieb frühe Arbeiten über Myon-katalysierte Fusion, mit der er sich auch später weiter beschäftigte. Gerschtein und Seldowitsch befassten sich auch ab 1969 mit Paarerzeugung in superkritischen Feldern aus dem Vakuum zum Beispiel bei Schwerionenkollisionen.
Gerschtein war Mitglied der Russischen Akademie der Wissenschaften (korrespondierendes Mitglied seit 1984, volles Mitglied seit 2003). 1996 erhielt er den Bruno-Pontecorvo-Preis, 2011 den Pomerantschuk-Preis, 2013 den Landau-Preis.
Gerschtein starb am 20. Februar 2023 im Alter von 93 Jahren.